# Phyllophaga hamata
Phyllophaga hamata är en skalbaggsart som beskrevs av Horn 1887. Phyllophaga hamata ingår i släktet Phyllophaga och familjen Melolonthidae. Inga underarter finns listade i Catalogue of Life.